# Eqrem Çabej
Eqerem Çabej, född den 7 augusti 1908 i Eskişehir i Turkiet, död den 13 augusti 1980 i Rom i Italien, var en albansk historisk lingvist och forskare.
Han avlade examen i filologi vid universitetet i Wien i Österrike. Han skrev vetenskapliga studier i lingvistik, folklore, etnografi och litteraturhistoria. En viktig del av hans arbeten består av etnologiska, lexikografiska och dialektologiska studier, samt systematiseringen av det litterära språket. Etnologiska studier i det albanska landskapet; Introduktion av albansk språkhistoria och Fonetisk historia i det albanska språket är några av Cabejs mest framstående verk.
Çabej utgav också en textkritisk utgåva av Meshari, den första tryckta boken på albanska, skriven av Gjon Buzuku.